# هيرشي بارك
هيرشي بارك هي مدينة ترفيهية تقع في مدينة هرشي،بنسيلفانيا،الولايات المتحدة، تم افتتاح المدينة في عام 1906.